# Pédagogie Steiner-Waldorf
Pour les articles homonymes, voir Steiner et Waldorf.

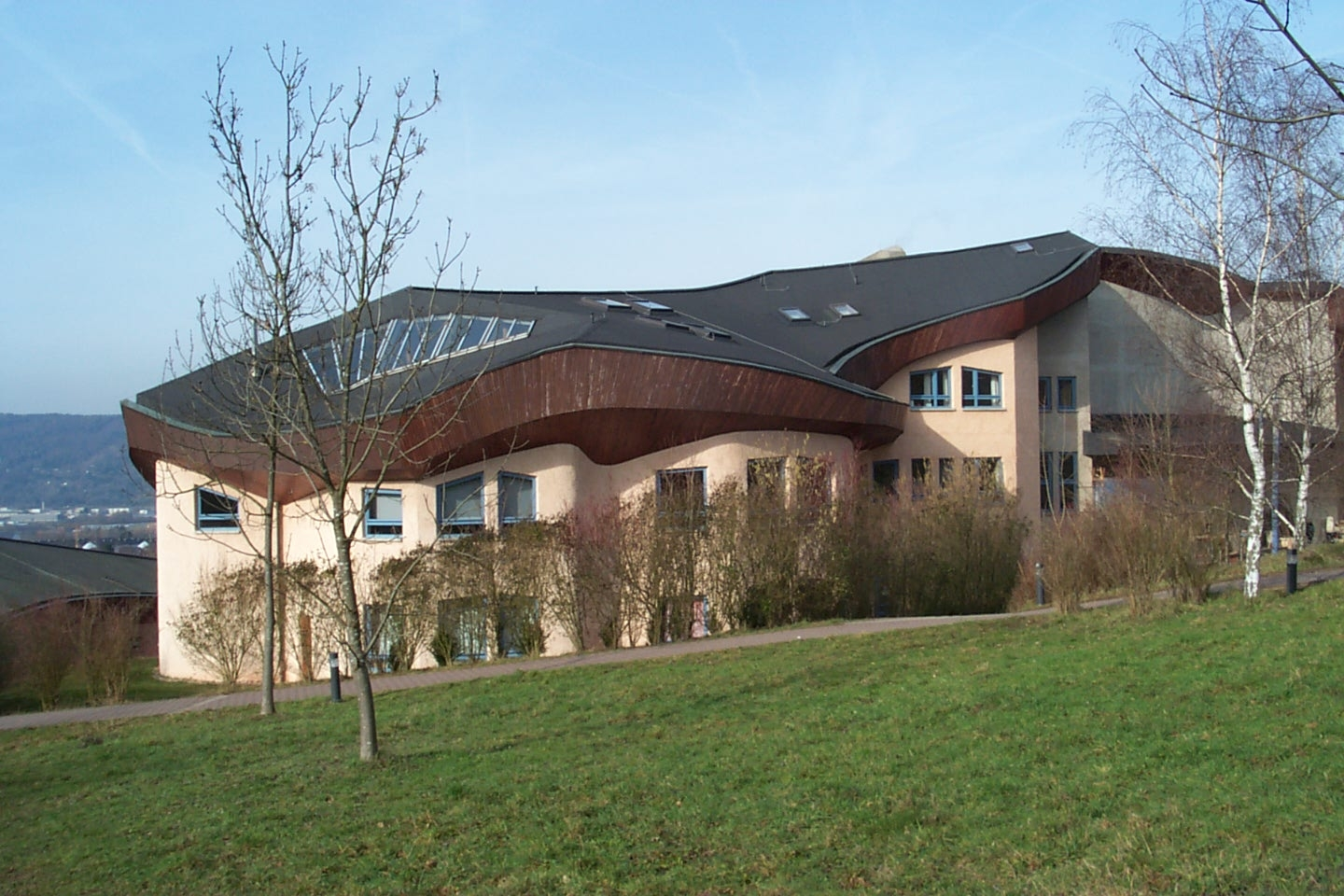
École Waldorf à Trèves en Rhénanie-Palatinat.

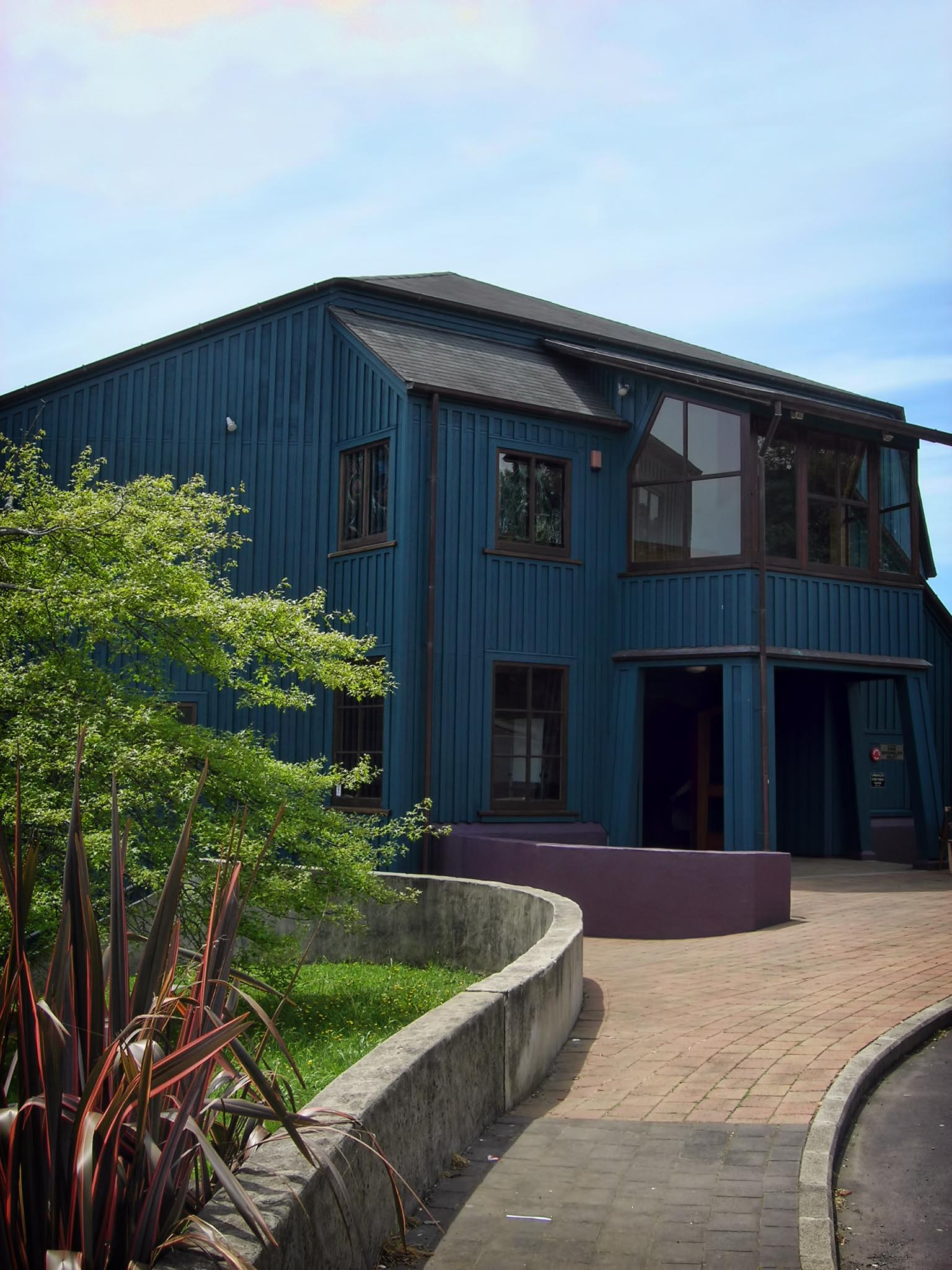
École Steiner Michael-Park à Auckland en Nouvelle-Zélande.

La pédagogie Steiner-Waldorf [ˈʃtaɪ̯nɐ ˈvaldɔɐ̯f], parfois simplement appelée pédagogie Steiner ou pédagogie Waldorf, est un courant pédagogique fondé sur les conceptions éducatives de Rudolf Steiner (1861-1925), polygraphe et occultiste autrichien. Il s'appuie sur l'anthroposophie, doctrine ésotérique dont il est le fondateur.
La pédagogie Steiner-Waldorf est conçue pour les enfants et adolescents et est pratiquée dans 1958 jardins d'enfants dans 70 pays et 1184 écoles dans 67 pays à travers le monde, pour un total de 3142 entités éducatives dans 74 pays. Cette pédagogie est majoritairement concentrée en Europe, avec l'Allemagne comptant 565 jardins d'enfants et 245 écoles, suivie par les États-Unis avec 154 jardins d'enfants et 124 écoles.
Elle propose une organisation de l’enseignement en cycles de sept ans, accorde une place spécifique à l’expression artistique, à l’eurythmie, aux activités manuelles et à l’apprentissage des langues dès le plus jeune âge. La pédagogie Steiner-Waldorf a fait l’objet de partenariats institutionnels, notamment avec l’UNESCO, et diverses études scientifiques internationales relèvent chez les élèves une créativité développée, une ouverture sociale et une bonne intégration dans l’enseignement supérieur, tout en soulignant des écarts avec les programmes nationaux.
La pédagogie Steiner-Waldorf est notamment dénoncée pour ses assises pseudoscientifiques issues du courant anthroposophique et occultiste. Elle est aussi parfois soupçonnée de dérives sectaires, critiquée pour la formation insuffisante de ses enseignants et pour les problèmes de santé publique découlant des systèmes de croyances auxquels adhèrent enseignants et familles.

## Histoire

### Origines

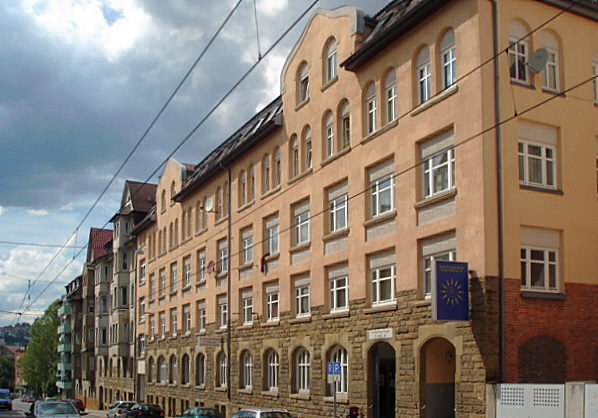
L'ancienne usine Waldorf-Astoria, à Stuttgart, dont les ouvriers ont assisté aux conférences de Steiner en 1919.

Dans le contexte post-Première Guerre mondiale, marqué par un besoin de reconstruction sociale et éducative, Rudolf Steiner propose, dans le cadre des mouvements de réforme pédagogique de l’époque, une alternative éducative avec la fondation de la première école Waldorf en 1919. Cette pédagogie vise un développement global de l’élève, prenant en compte ses dimensions physiques, émotionnelles, intellectuelles et spirituelles plutôt que de se limiter aux seules compétences académiques. 
Actif notamment en tant que précepteur de 1884 à 1890, Rudolf Steiner, après avoir posé les fondements de l'anthroposophie (dérivée de la théosophie d'Helena Blavatsky), formalise à partir de 1906 ses idées sur l'éducation.
Ces idées restent pendant dix ans au niveau théorique.
En 1919, il donne des conférences sur la triple organisation du corps social auxquelles assistent des ouvriers de l'usine de cigarettes Waldorf-Astoria (de), à Stuttgart, dans le sud-ouest de l'Allemagne. À la suite de ces conférences, Steiner est sollicité pour créer une école qui mettrait ses bénéficiaires sur la voie d'acquérir les aptitudes psychiques nécessaires pour penser et mettre en œuvre de nouvelles idées pour l'organisation de la vie sociale selon l'anthroposophie. La première « Libre école Waldorf », inaugurée le 7 septembre 1919, accueille essentiellement les enfants de ces familles ouvrières pour un cycle d'études prévu d'emblée sur douze années. Le propriétaire est Emil Molt qui est aussi le directeur général de la Waldorf-Astoria Cigarette Company d'où le nom de Waldorf. Le terme Waldorf est aujourd'hui une marque déposée aux États-Unis lorsqu'il est utilisé en relation avec la méthode éducative,. L'école proposée devait éduquer les enfants des employés de l'usine mais accueillait également des enfants extérieurs ce qui a eu pour conséquence de mélanger des enfants issus d'un spectre social diversifié. Il s'agissait également de la première école polyvalente en Allemagne, accueillant des enfants de tous les sexes, de toutes les aptitudes et de toutes les classes sociales,,,. Comme l'a souhaité Steiner, les premières écoles Waldorf étaient "ouvertes à tous les élèves, indépendamment de leurs revenus". Si les parents n'étaient pas en mesure de payer la totalité des frais de scolarité, le montant restant était subventionné.
Après l'Allemagne, c'est en Angleterre que la pédagogie Waldorf se fait connaître en 1922 grâce aux conférences que Steiner donne à l'Université d'Oxford. Deux ans plus tard, lors de son dernier voyage en Grande-Bretagne, à Torquay en 1924, Steiner donne un cours de formation des enseignants Waldorf. La première école en Angleterre (Michael Hall) est fondée en 1925 ; la première aux États-Unis (Rudolf Steiner School à New York) en 1928. Après la création de la première Libre école Waldorf, le mouvement pédagogique s'étend dans les années 1930 en Allemagne et dans plusieurs pays d'Europe (Suisse, Pays-Bas, Norvège, Autriche, Hongrie) ainsi qu'aux États-Unis. Cependant, les écoles Steiner-Waldorf sont interdites par le régime national-socialiste,. En effet, durant la période du national-socialisme, toutes les écoles Waldorf sous le Reich allemand ont été « progressivement étouffées ». En 1934, un décret du ministère de la Culture stipulait qu'aucune première classe ne pouvait plus être formée. En 1935, la Société anthroposophique fut interdite. En ce qui concerne les écoles Waldorf, le décret de Reinhard Heydrich (entre autres chef de l'Office central de sécurité du Reich) dit ceci : « Les méthodes d'enseignement construites sur la pédagogie du fondateur Steiner et appliquées dans les écoles anthroposophiques qui existent encore aujourd'hui poursuivent une éducation individualiste, orientée vers l'homme individuel, qui n'a rien de commun avec les principes éducatifs nationaux-socialistes ». Le journal de l'organe de presse officiel du parti nazi, le Völkischer Beobachter a publié un article le 27 mai 1922, attaquant Rudolf Steiner et la pédagogie Steiner-Waldorf, les accusant "d'empoisonner la culture allemande". L'article ajoute que les écoles Steiner-Waldorf diffusent des "idées bolcheviques sous couvert d'éducation" , et que leur objectif est de "miner l'indépendance nationale". Ces écoles sont présentées comme "un danger pour la jeunesse, promouvant une idéologie prétendument issue de la théosophie et de mouvements antinationaux".
Après la Seconde Guerre mondiale, on assiste à la réouverture des établissements Waldorf.
Le mouvement gagne l'Europe de l'Ouest et s'étend progressivement en Amérique, Australie et dans les pays d’Afrique.
Après la fin de l'Union soviétique, le mouvement se développe dans les pays d'Europe de l'Est, où il était jusqu'alors interdit,.

### Relations avec les autres mouvements pédagogiques
À l'époque de la création de la première école Waldorf, le mouvement d'éducation nouvelle est à son apogée, et la même année voit l'ouverture des écoles libertaires de Hambourg. Selon Heiner Ullrich, « l'anthropologie pédagogique de Steiner va désormais intégrer, en partie contre sa propre compréhension idéologique, de nombreuses données de la réalité pédagogique d'alors, données qui ne pouvaient découler de formules abstraites ».
Le mouvement de pédagogie Waldorf reste cependant longtemps isolé. Il faut attendre 1970 pour qu'en Allemagne il rejoigne le mouvement des pédagogies alternatives. Selon Heiner Ullrich, « dans le monde de l’enseignement, on assiste [en 1994] à un phénomène particulièrement frappant : la popularité croissante des écoles et jardins d’enfants Steiner. Marginaux il y a peu de temps encore, ils sont devenus, en l’espace d’une vingtaine d’années, les chefs de file du Mouvement pour une éducation nouvelle. »
En France, depuis 1995, plusieurs démarches de concertation avec les autres pédagogies alternatives sont entreprises. Par exemple, en 2004, un colloque réunit des enseignants et anciens élèves des pédagogies Waldorf, Montessori et Decroly.

### Relations avec l'UNESCO
La fondation « Les amis de l'éducation Waldorf - Écoles Rudolf Steiner » est admise aux relations officielles de l'Organisation des Nations unies pour l'éducation, la science et la culture (UNESCO) en 2001. La même année, l'UNESCO note que « les idéaux et les principes éthiques du mouvement Waldorf rejoignent ceux de l'UNESCO ».  Le Réseau des écoles associées de l’UNESCO (réSEAU) est partenaire avec des écoles Steiner-Waldorf en Europe, Amérique du Sud, Amérique du Nord, Afrique et Asie. L'UNESCO a également subventionné une exposition sur les écoles de Waldorf lors de la quatrième session de sa conférence internationale sur l'éducation à Genève. Un catalogue de l'évènement a été publié sous le titre "Catalogue d'exposition de l’éducation Waldorf à l'occasion de la 4e session de la conférence internationale sur l'éducation de l'UNESCO à Genève". 

## Critiques

### En Allemagne
Heiner Ullrich, spécialiste des sciences de l'éducation à l'université de Mayence résume une partie du débat en 1994 dans une publication de l'UNESCO :

« Le débat auquel donne lieu la pédagogie de Rudolf Steiner dans les milieux spécialisés a, encore aujourd’hui, ceci de paradoxal que cette pédagogie est acceptée dans la pratique et méconnue sur le plan théorique. [...] Les milieux allemands de l’enseignement se sont depuis dix ans environ lancés dans une étude et une discussion approfondies de la pédagogie de Steiner. Les positions sur le sujet sont extrêmement contrastées allant de l’approbation enthousiaste jusqu’à la critique impitoyable. Les uns soulignent la pratique positive d’une éducation « complète » adaptée à l’enfant et passent sous silence l’anthropologie métaphysique de Steiner. Les autres critiquent justement sans merci cette néomythologie occulte de l’éducation et mettent en garde contre les risques d'endoctrinement qui en découlent (« école où est enseignée une conception du monde ») leur insistance sur ce point les empêchant de juger impartialement les multiples facettes de la pratique steinérienne. La position des critiques idéologiques est encore confortée par l’assertion des pédagogues anthroposophes selon laquelle toutes les normes et toutes les formes de leur pratique éducative procèdent de l’anthropologie « cosmique » du maître. Est-il possible de résoudre ce paradoxe fondamental de la pédagogie de Steiner : la création d’une pratique fructueuse sur la base d’une théorie douteuse ? Nous estimons quant à nous qu’il ne faut pas chercher le fondement systématique de la pratique éducative étonnamment stimulante et efficace des écoles Steiner dans les « vérités » simples de la doctrine anthroposophique, mais dans la diversité des points de vue, métaphores et maximes pédagogiques sur lesquels elle s’appuie. »

### Aux Etats-Unis
En 1998, l'association People for Legal and Non-Sectarian Schools (PLANS), porte plainte contre deux écoles publiques Waldorf californiennes, considérant que leur programme est religieux (anthroposophe) et que leur financement par l'État est contraire au premier et au quatorzième amendement de la constitution des États-Unis et à la constitution de la Californie. L'association est déboutée lors du procès en 2005, elle fait appel de la décision. En 2008, le district de Twin Ridges est retiré de la procédure, n’ayant plus d’écoles Waldorf sous sa responsabilité. En 2010, le tribunal fédéral juge que PLANS n’a pas apporté la preuve que l’anthroposophie constitue une religion au sens de la clause d’établissement du Premier Amendement, en raison de l’absence de preuves tangibles et de témoins qualifiés, et rejette la plainte sur le fond. En 2012, la Cour d’appel du 9e circuit confirme ce rejet, estimant que le dossier présenté par PLANS est insuffisant pour établir la nature religieuse de l’anthroposophie et notant que PLANS avait limité sa propre argumentation en acceptant la bifurcation du procès.
Dans une monographie de recherche de 2003 sur la viabilité de l'éducation Waldorf, David Jelinek et Li-Ling Sun (California State University) présentent les controverses de la façon suivante :

« De plus en plus, [les parents et les éducateurs] se trouvent pris entre les extrêmes d'un débat que d'autres ont engagé depuis longtemps sur l'éducation Waldorf : un débat qui peut être résumé à l'un des extrêmes par l'opposition catégorique au bagage philosophique particulier de Rudolf Steiner, dont les croyances, les critiques l'affirment, constituent une « pseudo-science », et à l'autre extrême par une ferme conviction que les lacunes dans la réussite des élèves des méthodes Waldorf est le résultat de lacunes dans la mise en œuvre du curriculum Waldorf comme il a été voulu - et non parce que le programme est « pseudo-scientifique ». »

La conclusion de cette monographie pointe une nécessité de suppression des concepts anthroposophiques pour que cette pédagogie puisse devenir viable et qu'il faudrait en « extraire les bonnes idées » dans un environnement sécularisé expurgé des concepts pseudo-scientifiques liés historiquement à cette méthode. Cet abandon des préceptes anthroposophiques nécessiterait probablement la « perte » de certaines personnes, anthroposophes, n’acceptant pas ces changements.

### Prosélytisme et sectarisme
La pédagogie Steiner-Waldorf fait l’objet de débats critiques sur ses fondements anthroposophiques.
Les responsables des écoles Steiner affirment que l'anthroposophie n'est pas enseignée aux élèves des établissements Steiner-Waldorf. Des études de Kate Attfield et Sally Coppus indiquent que l’anthroposophie n'est pas enseignée aux élèves, elle intervient dans leur évaluation par leurs professeurs,.
Aux États-Unis, ces déclarations d'intentions sont remises en question dans la revue Cultic Studies Review de l'International Cultic Studies Association. Sharon Lombard soutient que les écoles Steiner-Waldorf seraient le moyen le plus efficace de l'anthroposophie pour se répandre et seraient des centres d'une initiation occulte où tous les aspects du curriculum sont enracinés dans l'anthroposophie, avec une profonde signification ésotérique. Il affirme que le schéma hiérarchique de Steiner sur l'évolution de l'homme est subtilement incorporé dans le curriculum. Par exemple, en histoire, les élèves apprennent les anciens mythes religieux indiens, perses, égyptiens, gréco-romains et nordiques, ce qui peut être interprété comme du multiculturalisme, mais aussi comme une initiation dissimulée qui correspond à la doctrine de Steiner sur l'évolution spirituelle des aryens. Dan Dugan, secrétaire de l'association People for Legal and Non-Sectarian Schools, affirme que la pédagogie Steiner est dévouée à promulguer la pensée de son fondateur, l'anthroposophie, de type sectaire. Il dénonce une infantilisation et une ouverture à l'acceptation du monde magique exprimé dans la mythologie dans laquelle ils sont immergés.
L'agrégée en lettres classiques Cécile Delannoy affirme quant à elle que « les écoles Waldorf s'interdisent d'enseigner à leurs élèves l'anthroposophie, et la pédagogie qui y est pratiquée peut se justifier dans un cadre de référence plus large que celui de l'anthroposophie. Il va en somme des écoles Steiner comme de la Fondation d'Auteuil : leurs fondateurs s'appuient sur une conception religieuse ou spiritualiste de l'homme, conception respectueuse de la liberté des sujets humains qu'elles éduquent, et se refusent à "endoctriner". ».
Le Dr Martin Ashley de l'Université de l'Ouest de l'Angleterre mentionne dans une étude que les enfants scolarisés dans les écoles Steiner en Angleterre ne reçoivent pas de cours en anthroposophie. Pourtant, il est reproché à cette pédagogie d'être basée sur un système spirituel occultiste et non sur un système éducatif, et d'avancer à visage couvert. L'anthroposophie s'immiscerait depuis la formation des professeurs jusqu'au contenu des cours tout en étant dissimulée aux parents,. Au Québec, il est également fait le reproche à la pédagogie Steiner-Waldorf de cacher des objectifs prosélytes, ce qui est incompatible avec les missions de l'école publique : dans La Presse, Yves Casgrain, « consultant en mouvements sectaires » explique que « même si les écoles se défendent d'enseigner « l'anthroposophie », elle est présente de façon subtile et imprègne toutes les matières [...]. « On ne peut pas sortir l'anthroposophie des écoles Waldorf parce que, sans anthroposophie, il n'y a pas d'écoles Waldorf », affirme-t-il, précisant « qu'il ne s'agit pas d'une secte ». »

#### En France
En 1999, un rapport parlementaire relève que si toutes les écoles Steiner-Waldorf ne sont pas sectaires, certaines familles qui ne peuvent payer les tarifs des écoles les plus coûteuses se retrouvent obligées de travailler pour l'anthroposophie, tandis que beaucoup d'élèves ne sont pas vaccinées conformément aux recommandations, et que les enfants rencontrant des difficultés avec la méthode d'enseignement subissent des maltraitances.
Le rapport 2000 de la Mission interministérielle de lutte contre les sectes présentait une étude de cas sur « la "galaxie" anthroposophique ». Dans celui-ci, la mission se basant en partie sur une inspection des écoles Steiner-Waldorf ayant eu lieu en décembre 1999, pointait le risque de dérive de nombreux avatars modernes du mouvement anthroposophique, et notamment de son emprise éducative via des écoles privées comme les écoles Steiner-Waldorf. L'étude de cas conclut qu' « il n'y a aucune raison de qualifier l'anthroposophie de secte. » mais appelle toutefois « les pouvoirs publics [à] maintenir une politique de veille soutenue. ». À la suite de la publication de ce rapport, les écoles Steiner françaises de l'époque sont à nouveau inspectées en mars 2001. Préalablement à l'inspection, Daniel Groscolas, inspecteur général auprès du ministère de l'Éducation nationale réitère clairement que les écoles Steiner-Waldorf ne sont pas de nature sectaire mais que le faible taux de vaccination de leurs élèves les ferait fermer. Les écoles se mettent en conformité et, le 24 juillet 2001, Jack Lang alors ministre de l'Éducation nationale, indique que « les contrôles n'ont pas révélé de pratiques à caractère sectaire ». Dès la fin de l'année 2001, des écoles Steiner-Waldorf se voient accorder des contrats simples ou d'association, avec l'État.
Grégoire Perra, un ancien élève et ancien professeur licencié d'une école Steiner-Waldorf française affirme que la pédagogie Steiner est de nature sectaire,. Il tient depuis un blogue baptisé « La Vérité sur les écoles Steiner-Waldorf ». Il publie en particulier en 2011 un document tenant à démontrer l'endoctrinement réalisé au sein des écoles Steiner-Waldorf. La fédération des écoles Steiner-Waldorf en France porte plainte en diffamation en 2013. La fédération est déboutée de sa demande au motif que le témoignage de Perra est « loin d'être le fruit d'une "haine féroce" » comme décrit par la fédération des écoles Steiner-Waldorf, mais « une réflexion philosophique sur l'anthroposophie elle-même et sur ses modes de propagation, notamment au sein des Écoles Steiner Waldorf »,. En octobre 2021, Grégoire Perra a été relaxé d'une plainte en diffamation et injures qui le visait. Les juges ont également condamné l'association anthroposophe CNP MEP – SMA qui l'attaquait en justice à 10 000 euros de dommages et intérêts et à 15 000 euros de frais de justice engagés par Grégoire Perra pour sa défense.
En 2015, le rapport au Premier Ministre de la Mission interministérielle de vigilance et de lutte contre les dérives sectaires mentionne que la pédagogie Steiner fait partie des pratiques défavorablement connues de la Mission et indique dans une note de bas de page que la pédagogie Steiner partage avec le New Age des croyances en l'astrologie et l'ésotérisme.
Le rapport 2017 de la même mission renchérit : « S’agissant des écoles, la prise de distance avec la philosophie du fondateur n’est pas toujours claire et les parents qui y inscrivent leur enfant ne mesurent pas tous l’ensemble des fondements théoriques qui ne sont pas sans incidence sur l’enseignement dispensé ».
Le 26 février 2023, la chaîne YouTube Spline LND publie un documentaire critique des écoles hors-contrat Steiner-Waldorf intitulé Une SECTE à l'école ?,. Ce documentaire regroupe les témoignages de différentes personnes : deux anciens élèves, dont Grégoire Perra, également ex-professeur en école Steiner-Waldorf et maintenant lanceur d'alerte ; les journalistes et co-auteurs du livre Le Nouveau Péril Sectaire ; Marie Drilhon, vice-présidente de l'association UNADFI ; Francine Caumel, vice-présidente de l'association CCMM ; ainsi que Christian Gravel, alors président de la Mivilude. D'après les intervenants, les écoles Steiner-Waldorf cachent volontairement l'aspect ésotérique de leur enseignement « pour ne pas effrayer les parents ». Les élèves qui témoignent dénoncent l'endoctrinement qu'ils y ont subi, les insultes racistes, sexistes et la violence physique des professeurs qui « n'ont pas vraiment de limites sur le fait de hurler sur un élève ». Le président de la Mivilude invite les parents à être lucides et « extrêmement vigilants sur la réalité de ces établissement, en faisant en sorte de s'informer au-delà du site internet ou du bouche-à-oreille provenant directement de ce type de structure », et à « aller vérifier, contrôler par soi-même et confronter les différents points de vues avant de s'engager » et d'engager son enfant. Le documentaire se conclut par le droit de réponse de la Fédération Pédagogie Steiner-Waldorf, qui conteste la majorité des critiques.
En juin 2023, une enseignante est visée par deux plaintes pour mise en danger de la vie d'autrui par des familles d'élèves après avoir allumé un feu en classe, provoquant des inhalations de fumées par les élèves. L'enseignante leur aurait également fait goûter les cendres. La leçon avait pour but de provoquer « une expérience sensorielle » et d'avoir un « effet sur les sentiments et la volonté »,.

### Racisme
Rudolf Steiner était ouvertement raciste. En conséquence, son œuvre contient tout un pan de théories raciales, qui peuvent être toujours enseignées dans certains établissements. Ainsi, Élisabeth Feytit, journaliste et auteure d'une enquête sur les établissements Steiner, témoigne : « Il y a clairement des enfants moins bien traités, notamment s'ils sont roux ou non blancs. [...] L'anthroposophie est issue notamment du théosophisme de Mme Blavatsky qui prône dès le départ les différences raciales. Pour Steiner, il y a des races dominantes aux différentes étapes de l'humanité. Selon lui, aujourd'hui, c'est la race aryenne qui domine. C'est comme si les autres avaient loupé le coche. Il y a des enfants non blancs dans les écoles Steiner-Waldorf, mais on les considère comme moins évolués que les Blancs ».
Un pédagogue Steiner a été accusé de faire ouvertement la promotion des théories racistes de Steiner sur les réseaux sociaux.

### Programme et pseudo-science
Plusieurs analyses soulignent que la scientificité de la pédagogie, la place de l’innovation et la diversité des profils d’enseignants font débat, tandis que certains travaux relèvent des tensions entre tradition et adaptation aux exigences éducatives contemporaines,,. 
Au Québec, la pédagogie Steiner-Waldorf mise en œuvre dans les quatre écoles de la province suscite de vives controverses. Elle est accusée dans certains cas de ne pas respecter le programme québécois ainsi que de causer des retards scolaires importants par rapport aux élèves des écoles publiques. Le rapport très critique d'une commission d'enquête officielle a fait fermer l'école de Chambly à la fin de l'année scolaire 2013-2014.
Le rythme des apprentissages en pédagogie Steiner est fondé sur les théories de Rudolf Steiner sur le développement de l'enfant, et ne suit pas toujours le rythme du système éducatif local. L'apprentissage de la lecture par exemple, ne commence pas avant sept ans en pédagogie Waldorf, alors que dans la plupart des systèmes éducatifs occidentaux, il est abordé à partir de cinq ou six ans. Selon les pays, cela conduit à des décalages de certains enseignements par rapport aux programmes nationaux. En France, ce décalage par rapport au programme de l'éducation nationale est le point négatif le plus fréquemment mentionné par les anciens élèves. Bien que les écoles Steiner françaises s'appliquent à rejoindre des paliers de convergence avec les programmes de l'école publique, ce décalage peut rendre la mobilité douloureuse.
Une étude faite aux États-Unis sur l'enseignement des sciences dans les écoles Steiner précise que les écoles ne devraient pas se fonder sur les principes pseudo-scientifiques de Rudolf Steiner et de l'anthroposophie comme source pour les concepts scientifiques car ils ne passent pas les tests empiriques, ne sont pas vérifiables, n'ont pas évolué depuis qu'il les a introduits et reposent sur des affirmations paranormales. Le programme « scientifique » de ces écoles incorpore des contenus inexacts, ou « hautement suspects comme scientifiquement valides », comme la notion que l'esprit de l'homme est physiquement incarné dans des qualités d'âme qui se manifestent elles-mêmes sous diverses formes animales, ou la division en quatre règnes (minéral, plante, animal et humain). Selon les chercheurs, cinq « grandes idées » doivent être acceptées prioritairement par les écoles Steiner : le modèle physique de l'atome, le tableau périodique des éléments, la théorie du Big Bang, celle de la tectonique des plaques et la théorie biologique de l'évolution.
Dans ce travail de recherche David Jelinek et Li-Ling Sun concluent qu'il serait donc souhaitable d’extraire les bonnes idées de la pédagogie tout en mettant de côté les affirmations pseudoscientifiques. Ils terminent ensuite la conclusion en signalant la curiosité, la confiance, l'originalité et la perception artistique des élèves qu'ils ont rencontrés pour enfin s'imaginer jusqu'où ceux-ci pourraient aller avec des idées scientifiques intelligentes dans leur programme.
Dans le documentaire Une SECTE à l'école ? publié en 2023, plusieurs témoignages critiquent le programme enseigné dans les écoles Steiner-Waldorf en France. Léo, ancien élève en école Steiner-Waldorf, dénonce des enseignements dans lesquels tout est mélangé, privant les élèves du recul nécessaire pour questionner les dires des professeurs. Grégoire Perra affirme que la confusion entre les mythes et l'histoire y est permanente, que ces écoles ne respectent pas le socle commun de connaissances, de compétences, et de culture obligatoire pour toutes les écoles en France, et qu'elles trichent lors des contrôles du Ministère français de l'Éducation nationale. Le journaliste Jean-Lou Adénor affirme que la pédagogie Steiner-Waldorf est une acculturation douce et lente à la pensée magique, et que les enfants sont entraînés à dire et faire des choses qu'ils ne comprennent pas.

### Enseignants
Marc Giroud, ancien éducateur en école Steiner-Waldorf, explique : 

« Quand on fait la formation d'éducateur Steiner, on n'étudie qu'un seul auteur, Steiner. C'est un dogme pédagogique. Vous êtes là pour accomplir un dessein eschatologique, ce qui justifie de mentir ou de taire. On apprend à cacher cette vocation aux personnes qui nous confient leur enfant. C'est pour cela qu'il y a des discours de façade. »

— Marc Giroud, ancien pédagogue Steiner.
Au Royaume-Uni, seule une petite proportion des professeurs ont des diplômes d'enseignement classique (QTS). En France, un rapport de la MILS de 2000 estime que le « constat préoccupant sur le niveau des enseignants » s'explique par le fait que « les enseignants ne seraient pas recrutés pour leur formation intellectuelle et pédagogique, mais pour « leur parcours qualifiant de vie » ».
Dans les sections primaires des écoles Steiner-Waldorf, les instituteurs gardent en général le même groupe d'élèves durant tout le cycle élémentaire. L'impact de la personnalité du professeur sur les enfants peut être considéré comme un risque d'unilatéralité[réf. nécessaire]. Les élèves du cycle élémentaire ont toutefois également cours chaque jour avec un ou plusieurs autres professeurs spécialisés : cela peut être le cas pour les langues, la musique et l'orchestre, les jeux sportifs, l'eurythmie, des ateliers (travaux manuels, couture, bois).

### Santé publique
Comme en France quelques années plus tôt, les écoles Steiner-Waldorf des États-Unis sont dénoncées par la presse nationale début 2015 comme ayant les taux d'exemption de vaccination les plus hauts dans leurs états respectifs,,,. Un rapport de 2010 du gouvernement britannique notait que les écoles Steiner devaient être considérées comme des « populations à haut risque » et des « communautés non vaccinées » par rapport au risque pour les enfants de contracter la rougeole et de contribuer aux épidémies.

Dans l'anthroposophie la maladie est vue comme un message divin lié au karma et à la réincarnation : 

« Steiner, le fondateur de l'Anthroposophie, cet ésotérisme mystique et délirant qui est derrière les écoles Steiner-Waldorf, pensait que les maladies sont envoyées par les dieux pour nous aider à vaincre nos péchés, dans le cadre de la Réincarnation. Ainsi, un vaccin, en empêchant de faire une maladie que vous devez avoir dans cette vie, sera un handicap dans une prochaine incarnation, car il entrave un processus karmique. »

La non-acceptation de la vaccination par l'anthroposophie pour des motifs liés à la croyance en des réincarnations karmiques est mentionnée dans de nombreux rapports d'enquête, et dans plusieurs pays. Yves Casgrain note lui aussi que dans l'anthroposophie, les vaccins sont mal perçus car ils retarderaient la « dette karmique ».
Malgré le recours à un vocabulaire « karmique », l'opposition farouche de Steiner à la vaccination est une pure invention de l'occultiste et n'a aucun lien avec les traditions spirituelles indiennes, puisqu'elle ne trouve aucun écho dans le bouddhisme, le jaïnisme ou l'hindouisme, tous favorables à cette mesure de santé publique, largement pratiquée et acceptée en Inde.
Cette approche karmique influence aussi le traitement des incidents. Grégoire Perra, ex-anthroposophe et ex-professeur en école Steiner-Waldorf, témoigne : « On laisse délibérément les enfants sans surveillance. Il faut laisser le karma s'accomplir et laisser les âmes s'affronter. [...] Les enfants s'ennuient de cette pédagogie qui est une messe permanente, certains s'habituent mais d'autres pètent les plombs ». 

## Pédagogie
C'est à la suite de ses conférences que Rudolf Steiner crée la pédagogie qui permettrait aux enfants d'acquérir les aptitudes psychiques nécessaires à l'anthroposophie[réf. nécessaire].

### Conception de l'éducation de l'enfant
Selon l'anthroposophie l'évolution karmique de l'enfant est un processus lié à des forces surnaturelles : 

« À la fin de la première période de sept ans, les forces « surnaturelles » de croissance ont achevé de construire l'organisme de l'enfant, depuis la pointe des pieds jusqu'à la nouvelle dentition ; ces forces physiques sont désormais « nées », c'est-à-dire qu'elles se métamorphosent en forces d'apprentissage, et l'enfant développe ses sens intérieurs — il est prêt à aller à l'école. Au cours des sept années suivantes, les forces « astrales » encore cachées de l'âme modèlent le monde des pulsions, des passions et des sentiments. Celles-ci se libèrent au moment de la puberté et se métamorphosent en capacité de pensée abstraite et de jugement. Elles aident les forces cachées du moi à atteindre la maturité intellectuelle et sociale qui intervient à la fin de la troisième période de sept ans, au moment de la naissance du moi »

La formation de l'élève, selon l'anthroposophie, est en même temps un processus de réincarnation et c'est pour cette raison qu'il est basé sur des cycles de 7 ans.

L'éducation anthroposophique utilise la théorie des humeurs et plus particulièrement la doctrine des quatre tempéraments, issue de l'Antiquité : mélancolique, flegmatique, sanguin et colérique : 

« Pour Steiner, un tempérament donné tient à la prépondérance de l'une des quatre forces cosmiques (physique, surnaturel, astrale ou spirituelle) au cours de la réincarnation. L'une des tâches essentielles de l'éducation consiste donc à équilibrer harmonieusement les tendances du tempérament en évitant que l'une d'elles ne prédomine. »

### Le cursus pédagogique
Le cursus est divisé en trois cycles de 7 ans qui, se référant à la vision anthroposophique de l'évolution liée à des forces surnaturelles agissantes.
- jusqu'à 7 ans, le jardin d'enfant
- de 7 à 14 ans, premier cycle, les « petites et moyennes classes » de la première à la huitième classe
- de 15 à 18 ans, deuxième cycle, les « grandes classes » de la neuvième à la douzième classe

#### Premier cycle
Le cycle des petites et moyennes classes concerne les enfants entre 7 ans et 14 ans. L'établissement d'une relation de confiance et d'autorité avec le professeur étant jugé primordial, le professeur titulaire suit, si possible, le même groupe d'élèves pendant ces 8 premières années.
Dans les premières années, l'enseignement est avant tout oral, symbolique et artistique, les manuels scolaires classiques ne sont pas utilisés, les livres sont remplacés par des cahiers réalisés par les élèves, l'enseignant est rendu complètement responsable de la conduite du travail. La journée commence par un rituel, l'allumage d'une bougie, qui est souvent située sur une "table des saisons", et par la récitation de "paroles"; c'est-à-dire de mantras dictés par Rudolf Steiner, bras croisés sur la poitrine. L'introduction à l'écriture, à la lecture et au calcul se fait progressivement à l’aide d'objets et d'images tirés de contes, légendes, fables et histoires d'animaux. Les notions abstraites sont introduites de manière systématique seulement après l'âge de 12 ans,.

#### Deuxième cycle
Les quatre années des « Grandes Classes », c’est-à-dire de la 9e (15 ans) à la 12e (18 ans) constituent le dernier palier de scolarité dans ces écoles.
En France, la 12e classe (ou la 11e pour l'école Perceval à Chatou) vise à donner une équivalence avec la classe de première. Les élèves qui le souhaitent ont, au cours de cette année-là, la possibilité de préparer les épreuves anticipées du Baccalauréat, ce qui leur ouvre ensuite l'accès aux classes terminales de lycée dans leur 19e année, tandis que l'âge moyen d'accès au Bac est en France de 18 ans et demi pour les séries générales. À l'école Steiner de Verrières-le-Buisson, le lycée comprend une classe de Terminale, (la « 13e ») depuis la rentrée scolaire 2017-2018.

### Après le Cycle Waldorf
La transition vers les études supérieures varie en fonction du système éducatif du pays.
En Allemagne, bien que les écoles appartiennent au secteur privé, leur certification de fin d'études scolaires est équivalente à celle du public.
Au Québec, ils rejoignent le cycle post-secondaire du Collège d’enseignement général et professionnel (Cégep).

## Spécificités des enseignements

### Religion
La pédagogie anthroposophique de Steiner, malgré sa laïcité revendiquée, demeure épistémologiquement ancrée dans le christianisme et conserve par exemple un lien fort avec la rythmique pastorale du cours de l'année, ponctué par les grandes fêtes marquant les saisons : la Michaëli (29 septembre), Noël, Pâques et la Saint Jean (24 juin), d'autres études estiment la doctrine anthroposophique profondément liée aux méthodes pédagogiques Steiner et qu'une sécularisation est nécessaire mais se heurtera à des résistances internes.
L'UNESCO déclare à ce sujet « Les écoles Waldorf, bien que n'étant pas liées à une communauté religieuse institutionnalisée sont des lieux où est cultivée l'ouverture à une sphère divine ».

### Enseignement des langues
Dès la première classe (7 ans), les enfants apprennent deux langues étrangères.

### Les activités manuelles et artistiques
Les écoles s'efforcent de valoriser sans aucune hiérarchisation, les talents et aptitudes particulières rencontrées en chaque enfant.
Selon Heiner Ullrich, « la pratique de cet enseignement, avec son large éventail de possibilités d’apprentissage dans le domaine des arts, des travaux manuels, des soins à apporter à la nature et les nombreuses occasions de participer à des tâches communautaires, est beaucoup trop importante pour qu’on se contente de la laisser aux inconditionnels de Rudolf Steiner. »

### Sciences
L'enseignement des sciences dans la pédagogie Steiner se caractérise surtout par l'importance particulière donnée à la phénoménologie, au vécu sensoriel expérimental. Dans le premier cycle, il vise à stimuler les élèves à établir un lien à la fois actif, et affectif avec le réel. Ce n'est que dans le second cycle (à partir de 15 ans) que l'on travaille à l'acquisition des notions abstraites, avec la mathématisation et le recours aux modèles habituels.
L'enseignement du sport associe des disciplines sportives habituelles et y ajoute à quelques écoles une forme particulière d'éducation physique connue sous le nom de « gymnastique Bothmer » qui vise à équilibrer la personne selon des principes anthroposophiques.

### Eurythmie
L'eurythmie est issue de l'anthroposophie et enseignée dans les écoles Steiner, depuis le jardin d'enfants jusqu'à la douzième classe. Selon Steiner, faire de l'eurythmie permet de préparer son corps à recevoir les mouvements du monde spirituel, le regarder permet d'intensifier le corps astral et le Moi. « L'eurythmie fortifie l'âme en la faisant pénétrer vivante dans le suprasensible ».

## Organisation

### Fonctionnement collégial
Une caractéristique constitutive des écoles Steiner-Waldorf est le fait que les enseignants doivent y porter la responsabilité réelle du fonctionnement de l'institution, depuis les grandes orientations pédagogiques jusqu'aux détails techniques. Ceci s'organise dans une structure collégiale, se traduisant par l'existence d'un grand nombre de commissions mandatées par l'assemblée de tous les professeurs (grand collège) pour gérer les différents domaines du fonctionnement de l'école (emploi du temps, admission des nouveaux élèves, salaires des collaborateurs, gestion de l'équipe pédagogique, entretiens et travaux, fêtes pédagogiques, communication interne, communication externe, liens avec les administrations de l'État, etc.). Selon les écoles, et selon le type de tâches, les parents d'élèves participent plus ou moins à certaines de ces commissions.

### Structure juridique des écoles
Les écoles Steiner-Waldorf sont en règle générale issues d'initiatives citoyennes rassemblant des personnes faisant le choix de faire exister en un lieu une telle proposition pédagogique alternative. Elles prennent alors la forme juridique d'associations à but non lucratif, dont les membres sont généralement les parents d'élèves et l'ensemble du personnel de l'école. Cependant, des dispositions statutaires particulières, variables selon les écoles, tendent à faire en sorte que les choix pédagogiques, et notamment les décisions concernant la constitution de l'équipe pédagogique, soient portées en pleine responsabilité par le « collège des professeurs ». Cette originalité, voulue par Steiner, est considérée comme un élément très important pour préserver la liberté pédagogique qui est l'un des soucis majeurs de ces écoles. C'est aussi parfois un facteur de tensions sociales au sein de ces associations vu que les parents sont, par ailleurs souvent très sollicités pour concourir de toutes sortes de façons au bon fonctionnement de l'institution (tâches administratives, ménage, travaux, recherche de financements, etc.).

### Financements
Le conseil d'administration de l'association-école porte la responsabilité du financement de l'organisme. Si le poste budgétaire majeur est toujours la masse salariale du personnel, parfois suivi de près par la charge des locaux, les ressources sont en général avant tout constituées par le montant des scolarités versées par les familles. La santé financière est donc toujours conditionnée par le niveau des effectifs d'élèves, ce qui fait que la qualité pédagogique et la satisfaction des parents sont pour une bonne part des conditions de la survie de ces écoles.
Les écoles ont souvent besoin de mettre en place des initiatives associatives destinées à drainer des compléments de ressources.
Certains pays subventionnent les écoles ou prennent en charge une partie des salaires des professeurs, mais ces aides ont toujours des contre-parties qui ne sont pas toujours facilement compatibles avec les principes de la pédagogie Steiner-Waldorf. En France, 5 écoles sur les 23 ont établi des contrats avec l'État et s'efforcent de préserver malgré tout leur originalité pédagogique,.

### Formation des enseignants
Les enseignants ont la plupart du temps reçu une formation spécifique de deux à trois ans dans des centres de formation pédagogiques anthroposophiques consistant principalement en un approfondissement de l'anthroposophie, et en une sensibilisation aux disciplines artistiques, afin de favoriser les capacités d'autonomie dans le travail pédagogique et la créativité, qui sont considérées comme primordiales pour un éducateur.
Il existe environ une trentaine de centres de formation à la pédagogie Steiner dans le monde.

## Évaluations de la pédagogie Waldorf
Une étude de 1988 portant sur la formation d’anciens élèves d’une école Steiner assurant à la fois une préparation universitaire et professionnelle en Allemagne a permis « de constater que ces élèves étaient mieux armés pour la vie et en particulier plus qualifiés pour les tâches techniques. Ils avaient davantage confiance en eux-mêmes et s’intéressaient à davantage de choses, étaient plus ouverts aux idées nouvelles et étaient particulièrement nombreux à accepter d’assumer une responsabilité sociale. »
En 1994, l'UNESCO dans son manuel "La Tolérance: porte ouverte sur la paix, manuel éducatif à l'usage des communautés et des écoles" cite les écoles Steiner-Waldorf parmi celles qui « suivent des philosophies pédagogiques particulières fondées sur la paix et la tolérance ».
Une étude internationale comparant des élèves Waldorf et des élèves des écoles publiques d'Angleterre, d'Ecosse et d'Allemagne a été menée en 1996 par le département de l'éducation américain. L'échantillon comprenait 1 165 élèves de la troisième à la sixième année. Les résultats de cette étude montrent que les élèves Waldorf ont obtenu des scores plus élevés en pensée créative que les élèves des écoles publiques. Cette différence a été attribuée à plusieurs facteurs, notamment le fait que les élèves restent pendant huit ans avec leur professeur, la réduction de l'importance accordée aux performances scolaires dans les premières années scolaires, l'utilisation de l'art dans l'enseignement et d'autres pratiques pédagogiques spécifiques aux écoles Waldorf.
Une étude américaine effectuée en 2003 a mesuré le raisonnement scientifique d'élèves des classes 4e, 6e et 8e, des écoles Steiner-Waldorf ou des mêmes classes des écoles publiques, et ne trouve pas de différences significatives pour cet indicateur, mais souligne la nécessité de re-contextualiser ces résultats, le corpus de connaissances scientifiques des enfants des écoles Steiner-Waldorf incorporant des concepts scientifiques inexacts.
Différentes études en Allemagne, comme en Angleterre attestent d'une bonne réussite des élèves issus de ces écoles. Ces statistiques doivent cependant être nuancées par le fait que le niveau socio-culturel des familles d'enfants scolarisés dans ce système est supérieur à la moyenne nationale,.
L'adaptation des anciens élèves des écoles Steiner à l'enseignement supérieur est un domaine peu étudié. Une étude menée sur un échantillon non-représentatif de la population générale, concernant des populations privilégiées d'élèves de « pédagogies modernes » ou d'écoles traditionnelles, montre une bonne intégration des élèves malgré des lacunes dans certaines matières scolaires. Celles-ci semblent compensées par une meilleure ouverture d'esprit et une meilleure estime de soi que ceux qui ont suivi un cursus traditionnel.
Par contre, au Canada, ces écoles posent souvent des problèmes de retards : « Des retards scolaires ont également été observés un peu partout, notamment au Canada. Serge Blisko a un avis catégorique sur cette question : “le niveau scolaire y est jugé très faible comparé au socle de connaissances acquises dans le système classique”. ». L'enseignement anthroposophique est aussi une problématique : « Cependant la base anthroposophique de l’enseignement reste la raison d’inquiétude principale : il s’agit d’une démarche spirituelle qui n’est d’ailleurs pas présentée comme telle. Serge Blisko l’explique : “Elle y est même enseignée de manière camouflée, à travers des chansons ésotériques par exemple”. »
Aux Etats-Unis, l'université Stanford publie, en 2015, une étudeeffectuée dans l'école publique de Birney appliquant la pédagogie Steiner-Waldorf. L'analyse met en évidence les facteurs qui contribuent au fait que les élèves de cette école ont des résultats supérieurs à ceux d'autres étudiants du district sur plusieurs échelles de mesure tant comportementales qu'académiques.
Ces facteurs sont : 
- 1°  Une approche différente qui a pour objectif un épanouissement global de l'être en humain en devenir afin qu'il vive une existence sensée.

- 2° Une application concrète d'une théorie du développement de l'enfant dans le programme scolaire, la structuration de l'école et la didactique pédagogique.

- 3° L'accompagnement de l'enseignant de la première à la huitième classe. Cette présence durable du même professeur est essentielle pour développer une bonne compréhension des élèves. Cela leur permet d'adapter leur pédagogie en fonction des besoins et des problèmes spécifiques (par ex. besoins spéciaux et invalidités). Les chercheurs constatent que l'enseignement est centré sur la personne (prise en compte du rythme de l'enfant, enseignement adapté à son âge) et observent une multiplicité des supports pédagogiques.

- 4° Une formation permanente des professeurs qui sont créateurs de leur pédagogie et impliqués dans la vie de l'école. Les cours sont régulièrement renouvelés.

- 5° Une implication des parents et des familles dans la vie de l'école via une compréhension des principes de la pédagogie, un soutien financier à l'institution scolaire, aux enseignants dans la vie des classes et une prise de responsabilité dans des fonctions administratives et, parfois, un contact avec le monde politique. Les chercheurs observent que l'implication parentale dans le temps est un facteur critique pour que l'école de Birney garde durablement un niveau de qualité élevé.

- 6° Un facteur critique favorisant le succès durable de l'école de Birney est le soutien du district. Il est constaté que cet appui s'est construit dans le temps et dans la collaboration. D'une part, l'école de Birney a pris en compte les exigences pédagogiques du district dans la pratique pédagogique Steiner-Waldorf. D'autre part, l'école publique, grâce aux pédagogies alternatives avec lesquelles elle collabore, peut s'inspirer de leurs apports pour améliorer sa propre pratique éducative et pédagogique au sein de l'école publique.

Les chercheurs concluent que c'est la synergie entre les facteurs énumérés ci-dessus qui permet le succès durable de l'école de Birney.
La conclusion de l'analyse des données quantitatives et qualitatives montre que l'école soutient avec satisfaction le développement des étudiants.
Spécifiquement et par rapport aux autres écoles publiques du district, il est à noter qu'elle produit des résultats positifs en ce qui concerne les familles avec un revenu peu élevé. Il en va de même pour les enfants issus de culture latino et afro-américaine. 
Sur une période de cinq ans, le résultat des élèves issus de ces milieux socio-culturels est corrélé avec une augmentation de 8 % sur l'échelle de mesure ELA[source insuffisante]. En outre, au niveau des échelles de mesure comportementale, l'école démontre un taux de transition et de suspension dix fois moins important pour la population latino ainsi qu'un taux de réussite générale plus élevé que la moyenne.
En 2021, l’école péruvienne Kusi Kawsay pratiquant la pédagogie Steiner-Waldorf est lauréate du prix UNESCO-Japon qui présente et récompense des projets et programmes dans le domaine de l’éducation au développement durable.
En mars 2023, un manuel de recherche sur l'éducation Waldorf est publié. Dans un contexte où elle est critiquée comme étant plus idéologique que scientifique, des chercheurs mettent en perspective ses bases à la lumière des théories contemporaines de l'éducation, de l'anthropologie et de la psychologie du développement, offrant ainsi une perspective critique sur ses aspects holistiques et humanistes.

## Les écoles Steiner-Waldorf dans le monde
Après la création de la première Libre école Waldorf en 1919 en Allemagne, « le modèle d’école Steiner s’est propagé en Grande-Bretagne, au Canada, en Afrique du Sud et en Australie puis dans les métropoles d’Amérique latine et jusqu’au Japon, pour revenir aujourd’hui [en 1994] vers les États d’Europe orientale en pleine réforme. »
Aux États-Unis, en 2011, une école Steiner-Waldorf de la Silicon Valley reçoit des enfants de cadres pour éviter un contact précoce avec les nouvelles technologies.[pertinence contestée]
En 2014, on recense officiellement 1 039 écoles Waldorf dans le monde, dont 709 en Europe,.
En 2020, la pédagogie Steiner-Waldorf s'occupe d'enfants et d'adolescents dans 1958 jardins d'enfants dans 70 pays et 1184 écoles dans 67 pays à travers le monde, pour un total de 3142 entités éducatives dans 74 pays. Cette pédagogie est majoritairement concentrée en Europe, avec l'Allemagne comptant 565 jardins d'enfants et 245 écoles, suivie par les États-Unis avec 154 jardins d'enfants et 124 écoles.

### Allemagne
Depuis la création de la première école Waldorf en 1919, cette pédagogie a connu un grand succès en Allemagne où elle est parfaitement intégrée dans le système éducatif.[source insuffisante]
En 2013, l'Allemagne compte 232 Waldorfschulen.

### Suisse
En 2013 en Suisse, 34 écoles qui se fédèrent au sein de la Communauté de Travail des écoles Rudolf Steiner en Suisse[source secondaire souhaitée].

### États-Unis
Aux États-Unis en 2013, il est recensé 119 écoles Waldorf officiellement affiliées.

### Israël
En 2010, Israël a vu une augmentation significative des écoles Waldorf avec l'ajout de trois nouveaux lycées, totalisant 50 jardins d'enfants, 14 écoles primaires et 4 lycées, accueillant environ 4 000 élèves, le double par rapport à cinq ans plus tôt. Ce développement a déclenché un débat public sur les mérites de cette méthode éducative qui met l'accent sur la créativité et le développement personnel, par opposition à une éducation plus traditionnelle centrée sur la compétition académique. D'un côté, les partisans des écoles Waldorf mettent en avant une approche éducative enrichissante et humaine. De l'autre, des voix s'élèvent pour exprimer des inquiétudes quant aux implications de cette expansion sur l'éducation publique et sur les dynamiques sociales.

### Québec
Au Québec, la pédagogie Steiner-Waldorf mise en œuvre dans les quatre écoles de la province suscite de vives controverses. Elle est accusée dans certains cas de ne pas respecter le programme québécois ainsi que de causer des retards scolaires importants par rapport aux élèves des écoles publiques. Le rapport très critique d'une commission d'enquête officielle fait fermer l'école de Chambly à la fin de l'année scolaire 2013-2014. Il existe quatre écoles Waldorf : à Val-David, à Waterville, à Victoriaville et à Montréal. Elles détiennent un permis du ministère de l'Éducation du Québec et sont associées à une commission scolaire, à l'exception de l'école de Montréal et de l'école de Val-David qui sont des institutions privées. Elles sont également membres de l’Association des écoles Waldorf d’Amérique du Nord. Elles ont un directeur, car elles font partie de commissions scolaires et ne sont pas autogérées par les enseignants (formant un conseil des professeurs) et par les parents eux-mêmes, comme le souhaitait Rudolf Steiner.
L'école Rudolf Steiner de Montréal est une école privée francophone établie depuis 1980. Elle compte un jardin d'enfant, une école primaire et une école secondaire. L'école est soutenue financièrement par la contribution des parents et les dons d'amis, ainsi que par des activités diverses. Pour le primaire, elle bénéficie depuis septembre 2004 de subventions du ministère de l'Éducation.

### France
La première école Waldorf en France fut créée en 1946, à Strasbourg. Cette pédagogie est restée très marginale en France, où il existe aujourd'hui[Quand ?] seulement 19 établissement labellisés "école Steiner" qui encadrent près de 2500 élèves. 
Trois de ces écoles sont sous contrat d'association avec l'État, les autres sont hors contrat. Seules cinq d'entre elles mènent jusqu'au lycée : deux en Alsace
(Logelbach-Wintzenheim près de Colmar,
et à Strasbourg-Koenigshoffen),
deux en région parisienne (à Chatou
et à Verrières-le-Buisson),
et une dans le Vaucluse à Sorgues.
Les 14 autres établissements ne comportent que des jardins d'enfants et le cycle primaire : ils sont localisés dans le Haut-Rhin (Wittelsheim),
en Savoie (Challes-les-Eaux),
en Isère (Mens),
dans le Rhône (Saint-Genis-Laval),
dans l'Allier (Saint-Menoux),
dans la Meuse (Resson),
dans l'Aube (Troyes),
dans les Pyrénées-Atlantiques (Jurançon),
en Ariège (Campagne-sur-Arize),
dans le Gard (Méjannes-lès-Alès,
Monteils),
dans les Alpes-Maritimes (Beausoleil),
dans les Bouches-du-Rhône (Éguilles)
et à Paris.
Ces écoles ont fait l'objet de certaines critiques pédagogiques, notamment l'absence d'évaluations régulières qui ne permettent pas aux élèves de situer leur progrès. L'absence de distinction pour les élèves entre histoire et mythologie, repérée par l’Éducation nationale, renforce aussi les critiques concernant l'aspect religieux de la pédagogie Steiner .
Fin 2015 s'est ouverte à Arles l'« École du Domaine du Possible », devant pratiquer diverses méthodes pédagogiques, « qu’il s’agisse de Freinet, Montessori, Piaget, Steiner ou d’autres ». Fondée par Françoise Nyssen, qui devient ministre française de la Culture en 2017, la direction en a été confiée à Henri Dahan, ex-délégué général de la fédération Steiner-Waldorf en France, ce qui fait dire à Jean-Luc Mélenchon que cette ministre, qui avait déjà publié des articles ésotéristes dans la Nouvelles de la Société anthroposophique en France, « est plus ou moins liée aux sectes ». Une Université privée a été adjointe à cette école pour accueillir les élèves sortants. Centre de recherches, elle vise à favoriser le développement de l'agro-écologie, dont la biodynamie de Rudolf Steiner : une des « personnes-source » du projet est Jean-Michel Florin, codirecteur de la Section d’Agriculture de l’Université libre de Science Spirituelle du Gœtheanum (Dornach- Suisse). Une école d'Eurythmie devait s'y installer, mais ce partenariat semble actuellement repoussé. Cette école devait aussi donner divers cours, comme « formation de la pensée », ou « culture de la vie intérieure », cours animés par exemple par M. Bodo von Plato, membre du Comité Directeur du Gœtheanum.
Bien que l'école soit officiellement sans enseigne (Henri Dahan dit que celle-ci « n’est pas stricto sensu une école Steiner, même si l’établissement trouve “son ancrage” » dans cette pédagogie), un témoin interrogé par le journaliste Jean-Baptiste Malet indique cependant que « Les profs disent qu’ici ce n’est pas une école Steiner, mais c’est 100 % Steiner. [...] On fait exactement les mêmes choses que dans une école Steiner ». L'absence de revendication de cette affiliation tiendrait essentiellement, selon M. Capitani lui-même (époux de Mme Nyssen et cofondateur de l'école), au fait que « en France il y a beaucoup trop de préjugés à l’égard du spiritualisme et contre Steiner en particulier ».
En août 2021, après la fermeture de l'école Steiner hors contrat de Bagnères-de-Bigorre,, les parents d'élèves de l'école Steiner se voient mis en demeure d’inscrire leurs enfants dans un autre établissement. Diverses défaillances ayant été constatées lors d'inspections : tenue de registres des personnels et des élèves, lacunes pédagogiques, conditions d’hygiène et de sécurité (les locaux étant trop exigus pour accueillir tous les élèves),.

### Belgique
En Belgique, les écoles Waldorf-Steiner sont surtout implantées dans le nord du pays (Communauté flamande). On y trouve environ 28 établissements couvrant tous les niveaux d'enseignement de base en Belgique (maternelle, primaire et secondaire). Il y a également une école d'enseignement spécial (pour enfants handicapés).
En Communauté française Wallonie-Bruxelles, seules trois écoles fondamentales (maternelle et primaire) existent, l'une implantée sur la commune de Court-Saint-Étienne en province du Brabant wallon, l'autre sur Templeuve (Tournai), École de la Providence, en province de Hainaut et la troisième à Bruxelles, l'École Eos située à Etterbeek. Trois écoles maternelles (appelées « jardins d'enfants », traduction littérale de l'allemand Kindergarten) sont quant à elles implantées l'une à Namur, la seconde à Bois-de-Villers, la troisième à Rotheux (province de Liège).
Depuis septembre 2013, l'IATA de Namur (Institut d'enseignement des Arts Techniques Sciences et Artisanats) a ouvert une section Steiner au sein de son établissement. C'est la première école Steiner en secondaire en Wallonie. La section Steiner à l'IATA est librement inspirée de la pédagogie Steiner-Waldorf. Sa devise est "La tête, les mains, le cœur". Ils font le lien entre les matières du programme obligatoire et le travail du bois et du métal ainsi que des matières artistiques et culturelles.

### Pays-Bas
Les Pays-Bas comptent actuellement environ 84 établissements faisant partie de l'association des écoles libres, soit des écoles qui suivent la pédagogie Steiner. Ces établissements couvrent l'ensemble du cursus de base néerlandais. Ils comprennent également quatre établissements d'enseignement spécialisé.
La première école Waldorf aux Pays-Bas fut créée avec l'aide de Rudolf Steiner à La Haye, en 1923.

### Sources et ouvrages anthroposophes
- Karl Stockmeyer, Éléments fondamentaux de la pédagogie Steiner, 1998, Fédération des écoles Steiner en France  (ISBN 2-912831-01-6)
- Frans Carlgren, Éduquer vers la liberté : la pédagogie de Rudolf Steiner dans le mouvement international des écoles Waldorf, les Trois arches, 2001, 260 p. (ISBN 978-2-904991-97-4)
- Ernst-Michael Kranich, L'enfant en devenir. Fondement de la pédagogie Steiner, éditions Triades, 2006  (ISBN 2-85248-211-8)
- Heiner Ullrich, Quinze pédagogues, leur influence aujourd'hui, sous la direction de Jean Houssaye, 2013, Fabert Eds  (ISBN 978-2-8492-2127-3)